# César Naselli
César Augusto Naselli (Capilla del Monte, 28 de febrero de 1933-Córdoba 25 de agosto de 2015) fue un arquitecto argentino de importante producción teórica. Recibió el Premio a la Trayectoria en la Bienal Iberoamericana de Arquitectura y Urbanismo en 2012 por su labor
.

## Trayectoria
Inicia sus estudios de arquitectura en la Universidad Nacional de Córdoba, los que culmina en 1965. En 1971 realiza un curso de Perfeccionamiento en Arquitectura Escolar, en París, Toulouse, Grenoble y Montpellier, Francia. Se inició en la docencia en 1966 como asistente por concurso en el Área de Historia de la Arquitectura en la Universidad Nacional de Córdoba y en la Universidad Católica de Córdoba. Dedica su vida a esta actividad alternando entre la enseñanza de Historia, el Patrimonio, la Crítica y el Proyecto Urbano, de Arquitectura y de Paisaje, dirigiendo reconocidas cátedras.
Se desempeñó como Profesor de cursos de grado y posgrado en las siguientes instituciones de Iberoamérica: Universidad Nacional de Córdoba, Argentina, Universidad Católica de Córdoba (Argentina), Universidad de Mendoza (Argentina), Universidad Nacional de San Juan (Argentina), Universidad de Buenos Aires (Argentina), Universidad Católica de Santa Fe (Argentina), Universidad Nacional de Colombia (Colombia), Universidad Federal de Bahía (Brasil), Universidad Nacional de Asunción (Paraguay), Universidad Politecnica de Catalunya, (España).
En 1990 creó el Instituto de Diseño en la Universidad Católica de Córdoba desde el cual realizó una profunda y productiva labor de investigación sobre los Fundamentos del Diseño y de la Creatividad basados en la filosofía y la ciencia, que ameritaron después de casi dos décadas de experiencias y formación de diseñadores, basar una Maestría sobre Innovación y Creatividad en Arquitectura y Diseño. Con los contenidos e investigaciones del Instituto de Diseño se conformaron los contenidos iniciales del Maestría en Diseño de Procesos Innovativos, de la cual fue el Director Honorario. Fue fundamental la labor del arquitecto Naselli en cuanto a la formación de profesores de la misma. La preocupación sobre la enseñanza de la arquitectura, sus herramientas y estrategias fue uno de los ejes centrales de su trayectoria.
En 1996 formó junto a Marina Waisman, Noemí Goytia y María Elena Foglia, el Centro para la Formación de investigadores en Historia, Teoría y Crítica de la Arquitectura, en la Universidad Nacional de Córdoba.

## Reconocimientos
Dos Universidades reconocieron sus aportes otorgándole el título de Doctor Honoris Causa: Universidad Católica de Córdoba (2010) y Universidad Nacional de San Juan (2011). La Universidad Nacional de Córdoba lo declaró profesor emérito (2002).
En 2012 la Bienal Iberoamericana de Arquitectura y Urbanismo le otorgó el Premio a la Trayectoria compartido con Juan Navarro Baldeweg.

## Publicaciones
Su pensamiento crítico que contribuye a la construcción de una teoría de la arquitectura iberoamericana ha sido ampliamente difundido numerosos artículos en revistas nacionales y extranjeras (como Summarios, 30-60 cuaderno latinoamericano de arquitectura, Summa, Summa +, Ambiente (Argentina), Spazio e Società (Italia), Escala (Colombia), Informes de la Construcción (España)) y de sus libros entre los que citamos:
- Waisman, Marina, Naselli, César (1989). «10 arquitectos latinoamericanos». 10 Arquitectos Latinoamericanos. Sevilla: Consejería de Obras Públicas y Transportes, Andalucía. Dirección General de Arquitectura y Vivienda. 10 Arquitectos Latinoamericanos.
- Naselli, César (1992). De ciudades, formas y paisajes. Asunción: Arquna.
- Naselli, César; Moisset, Inés; Paris, Omar; Colautti, Viviana; Stevenazzi, Casio (2006). Forma urbana. Córdoba: i+p. ISBN 978-987-22273-2-6.
- Moisset, Inés; Naselli, César; Paris, Omar; Colautti, Viviana; Períes, Lucas; Pedrazzani, María José (2013). La ciudad en transformación. Córdoba: i+p. ISBN 987-4385-32-4.
- Naselli, César (2013).  Inés, Moisset, ed. El rol de la innovación creadora. Córdoba: Educc e i+p. ISBN 9789871385379.

Su obra teórica es vastamente citada y reconocida por sus colegas del campo de la crítica como lo hace Josep Maria Montaner en su libro Arquitectura y crítica en Latinoamérica.
Además de la docencia, la formación de capital humano y la dirección de proyectos de investigación se destaca también la preocupación por la protección del patrimonio arquitectónico de nuestras ciudades, en riesgo casi permanente, actuando desde el asesoramiento a entidades públicas, la participación en organismos de defensa, como también desde la crítica desde los medios de comunicación.